# Электрический угорь
Электрический угорь (лат. Electrophorus electricus) — вид лучепёрых рыб из отряда гимнотообразных. Ранее рассматривался как единственный вид рода Electrophorus, но в 2019 году было обнаружено ещё два вида. Несмотря на внешнее сходство, не родствен настоящим угрям.

## Ареал
Населяют реки северо-восточной части Южной Америки и притоки среднего и нижнего течения Амазонки.

## История
Первые сведения об электрическом угре европейцы получили от испанских завоевателей. Первое детальное описание было сделано в 1729 году. В 1766 году Карл Линней описал вид на основе работ нидерландского учёного Яна Гроновиуса, дав ему научное название Gymnotus electricus.
Натуралисты не сразу поверили, что эти рыбы наносят удар именно электричеством. Предполагалось, что они каким-то загадочным способом «замораживают» свою жертву. Однако в июне 1772 года член Лондонского королевского общества Джон Уолш доказал, что угри используют для оглушения своих жертв электричество.

## Описание
Максимальная длина тела 250 см, масса — до 20 кг. Кожа у электрического угря голая, без чешуи, тело сильно удлинённое, округлое в передней части и несколько сжатое с боков в задней части. Окраска взрослых электрических угрей оливково-коричневая, нижняя сторона головы и горла ярко-оранжевая, край анального плавника светлый, глаза изумрудно-зелёные.
Плавательный пузырь угрей очень велик, у крупных экземпляров он достигает 80 см в длину. Главный орган движения этой рыбы — анальный плавник, в то время, как хвостовые и брюшные не развиты или отсутствуют вовсе.
Электрические угри имеют аппарат Вебера, который соединяет ухо с плавательным пузырём, что значительно расширяет возможности их слуха.
Боковая линия расположена в верхней части тела и едва заметна. В ней есть электрические клетки-рецепторы, которыми угорь замечает малейшие изменения давления в воде.

### Электрические органы
Электрический угорь интересен электрическими органами, которые занимают около 4/5 длины тела. Угорь умеет создавать разницу потенциалов (напряжение) до 860 В и силу тока до 40 миллиампер. Положительный полюс находится в передней части тела, отрицательный — в задней. Электрические органы используются угрём для защиты от врагов и для парализации добычи, которую составляют в основном некрупные рыбы. Есть также дополнительный электрический орган, который играет роль локатора. Удар током взрослого электрического угря способен оглушить лошадь.

## Образ жизни
О размножении электрических угрей почти ничего неизвестно. Электрические угри неплохо приживаются в неволе и часто служат украшением больших публичных аквариумов. Эта рыба представляет опасность при непосредственном контакте с ней.

### Характеристика биотопа

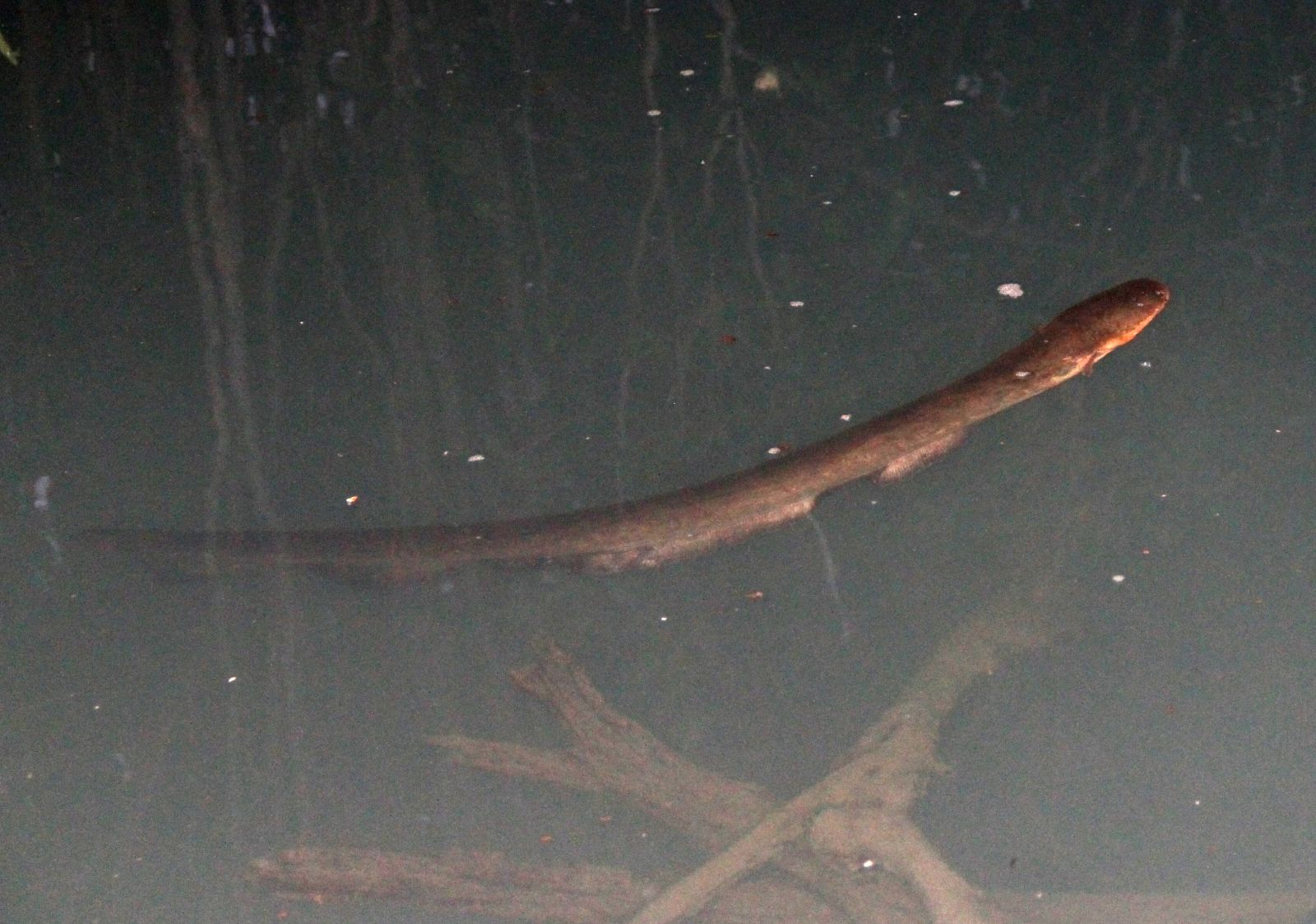
Электрический угорь в дикой природе

Электрический угорь живёт в болотистой местности, где много стариц, прудов и озёр, которые постепенно зарастают растительностью и превращаются в болота. В такой мутной и грязной воде угорь отдыхает и прячется.

### Дыхание
Интересно развитие у электрического угря в ротовой полости особых участков сосудистой ткани, которые позволяют ему усваивать кислород непосредственно из атмосферного воздуха. Для захватывания новой порции воздуха угорь должен подниматься к поверхности воды по крайней мере один раз в 15 минут, но обычно он проделывает это несколько чаще. Если рыбу лишить такой возможности, она погибнет. Способность электрического угря использовать для дыхания атмосферный кислород позволяет ему в течение нескольких часов находиться вне воды, но только если его тело и ротовая полость остаются влажными. Эта особенность обеспечивает повышенную выживаемость угрей в неблагоприятных условиях существования.

### Использование электроэнергии
Электроимпульсы передаются нервными волокнами в нейроны головного мозга, именно так передаются различные сигналы, которые воспринимает организм. Особые электрические органы служат рыбам для ориентации, обороны, охоты и общения. Электрические разряды способны выдавать около 250 видов рыб.

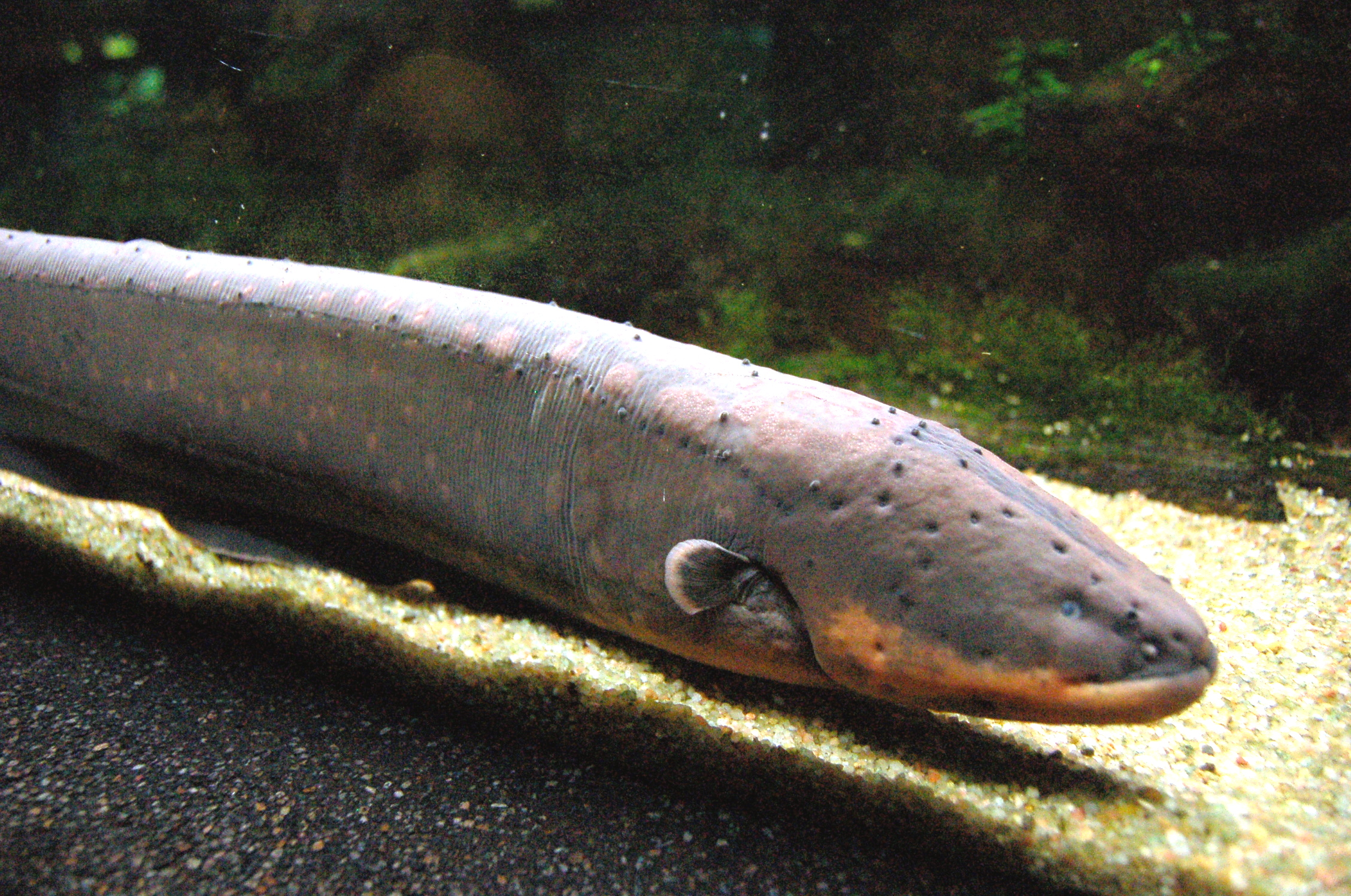
Электрический угорь в аквариуме, Париж, Франция

Электрические органы служат прежде всего для ориентирования, а также орудием охоты и защиты. Однако среди всех представителей фауны только два вида рыб (угри и скаты) производят заряд такой силы, что может парализовать или даже убить человека. В теле угрей и скатов настолько мощное электричество, что они способны применять его в качестве оружия.

#### Навигация
Как и все электрические рыбы, электрические угри способны применять слабые электрические сигналы для навигации и социальной коммуникации с другими электрическими угрями в темноте или в мутной воде. Для ориентации рыба применяет слабое напряжение (10 В), а электрическое поле простирается в радиусе 5 метров.
Некоторые из электрических рецепторов настроены на выявление неэлектрических рыб, другие специализированы для обнаружения сигналов сородичей. Способность выявлять электрические сигналы позволяет угрям чувствовать даже сердцебиение других рыб.

#### Охота
Для охоты угорь использует напряжение 300—600 В. Атака электрического угря состоит из 4—8 разрядов, однако они короткие: продолжаются лишь две-три тысячных секунды. Приблизившись к жертве, угорь осуществляет электрический разряд, и преследуемая рыба, а также все живые существа вокруг впадают в оцепенение — угрю остаётся только выбирать наиболее подходящую жертву. Широко раскрыв пасть, он одну за другой глотает рыб, крабов и других мелких животных; во время глотания он сопит и поднимает шум, слышимый издалека.

#### Взаимодействие с другими хищниками
Электрический угорь представляет собой опасность для всех водных обитателей. Черепахи, лягушки, ящерицы, даже взрослые анаконды и кайманы предпочитают держаться от него подальше. Однако иногда молодые и неопытные кайманы все же решаются напасть на электрического угря и, как правило, отступают, получив электрический заряд.
Взрослые чёрные кайманы, а также крокодилы слишком велики, чтобы быть иммобилизированными электрическим угрём, и поедают этих рыб от случая к случаю.

### Значение для человека
Несмотря на то, что электрические угри хорошо защищены от хищников, местные жители с удовольствием употребляют их мясо в пищу, поскольку оно вполне съедобно. Охота на угрей проводится следующим образом: в водоём, где обитает много этих рыб, загоняют стадо коров. Потревоженные угри вынуждены слишком активно генерировать электрические разряды, из-за чего их защитные органы быстро расходуют свой потенциал, и рыбы становятся абсолютно безвредными. После этого охотникам остаётся только зайти в воду и добить угрей копьями.

## В культуре
- Во 2-й серии телефильма «Дикий мир будущего» и нескольких сериях мультсериала есть искрыбы — потомки электрического угря, живущие в будущем через 100 млн лет. В мультсериале (1-я серия «Электрический рыбак») происходящее показано частично с их точки зрения.
- Матанка Зумбидо — существо-электрический угорь в телесериале «Гримм» (s4e11 «Смерть не разлучит нас»)[14].